# Звијезда Великог крста Гвозденог крста
Звијезда Великог крста Гвозденог крста (њем. Stern zum Großkreuz des Eisernen Kreuzes) била је највише војно одликовање Пруског краљевства и Њемачког царства. Сматрано је вишим одлковањем Великог крста Гвозденог крста.
Звијезда Великог крста Гвозденог крста додијељена је најистакнутијим генералима који су извршили лидерске подвиге који су били од крајње користи пруске и касније њемачке државе. Додијељена је само два пута, у размаку од једног вијека, фелдмаршалу Гебхарду Леберехту фон Блихеру 1815. за улогу у побједи над Наполеоном у бици код Ватерлоа и фелдмаршалу Паулу фон Хиндербургу 25. марта 1918. за његово понашање у њемачкој прољећној офанзиви 1918. године. Хиндербург је добио Велики крст Гвозденог крста 9. децембра 1916. године.
Одликовање је постало познато као „Блихерова звијезда” (њем. Blücherstern) по првом носиоцу.
Верзија Звијезде из Другог свјетског рата је осмишљена, али никада није формално установљена или додијељена. Након савезничке побједе у мају 1945, америчка војска заплијенила је једини познати прототип, који је био складиштен у бункеру. Сада је дио колекције Музеја Војне академије Сједињених Држава у Вест Појнту у Њујорку.

## Галерија
- Звијезда Великог крста Гвозденог крста из 1813. године
- Звијезда Великог крста Гвозденог крста из 1914. године
- Прототип Звијезде Великог крста Гвозденог крста из 1939. године